# Komorniki (Łódź)
Komorniki – dawna podłódzka miejscowość, od 1946 osiedle w południowo wschodniej części Łodzi, w dzielnicy Górna. Administracyjnie wchodzi w skład osiedla Chojny. Rozpościera się w rejonie ulicy Powszechnej. W okolicy jest też ulica o nazwie Komorniki.

## Historia
Komorniki to dawna wieś, od 1867 w gminie Chojny. W okresie międzywojennym należała do powiatu łódzkiego w woj. łódzkim. 1 września 1933 weszła w skład nowo utworzonej gromady Juljanów, składającej się ze wsi Juljanów i wsi Komorniki.
Podczas II wojny światowej włączone do III Rzeszy. Po wojnie Komorniki powróciły na krótko do powiatu łódzkiego woj. łódzkim, lecz już 13 lutego 1946 włączono je do Łodzi.
W latach 70 osiedle znacznie rozbudowano. Autorami projektu architektonicznego i urbanistycznego byli Jerzy Samujłło, Szymon Walter oraz Jacek Janiec.